# Loricarins
Els loricarins (Loricariinae) són una subfamília dins la família Loricariidae de l'ordre Siluriformes. Aquesta subfamília està dividida en dues tribus i en uns 30 gèneres.

## Taxonomia
Els loricarins van ser descrits primer el 1831. Més tard, el 1979, molts dels gèneres abans descrits dels loricarins van ser dividits en quatre subfamílies: Loricariini, Harttiini, Farlowellini, i Acestridiini. Aquesta subfamília ha resultat monofilètica.

## Aparencia i anatomia
Com a loricàrids, les espècies de loricarins tenen el cos deprimit cobert de plaques òssies. i la boca xucladora. Tenen un dimorfisme sexual sovint accentuat.

## Gèneres
Llista basada en Covain i Fisch-Muller (2007), excepte per a Cteniloricaria.
- Tribu Loricariini
  - Grup Loricaria
    - Brochiloricaria
    - Loricaria
    - Paraloricaria
    - Ricola

  - Grup Loricariichthys
    - Furcodontichthys
    - Hemiodontichthys
    - Limatulichthys
    - Loricariichthys
    - Pseudoloricaria

  - Grup Pseudohemiodon
    - Apistoloricaria
    - Crossoloricaria
    - Dentectus
    - Planiloricaria
    - Pyxiloricaria
    - Rhadinoloricaria
    - Pseudohemiodon
    - Reganella

  - Grup Rineloricaria
    - Dasyloricaria
    - Ixinandria
    - Rineloricaria
    - Spatuloricaria
- Tribu Harttiini
  - Aposturisoma
  - Cteniloricaria
  - Farlowella
  - Harttia
  - Harttiella
  - Lamontichthys
  - Metaloricaria
  - Pterosturisoma
  - Sturisoma
  - Sturisomatichthys